# Prostitution à Guam
La prostitution à Guam est une activité qui a connu à Guam diverses formes, contournant son illégalité, notamment de manière clandestine dans les salons de massage. Bien que ceux-ci soient parfois l'objet de descentes de police, les autorités ferment généralement les yeux sur ces pratiques.

## Législation
Le chapitre 28 (Indécence publique) du Code pénal et correctionnel de Guam interdit la prostitution ainsi que la sollicitation, la contrainte, la promotion ou l'encouragement de la prostitution, ainsi que l'utilisation des services d'une prostituée. Les articles correspondants sont :
- § 28.10. Définition de la prostitution - Définit les termes utilisés dans la législation
- § 28.15. Sollicitation pour se livrer à la prostitution - criminalise la sollicitation
- § 28.20. Promotion de la prostitution - criminalise la possession, le contrôle, la gestion ou la surveillance d'un lieu de prostitution, incitant quelqu'un à se prostituer
- § 28.25. Encouragement à la prostitution - Incrimine la sollicitation d'une personne pour la fréquentation d'une prostituée, se procure une prostituée pour elle-même, transporte une personne à l'intérieur ou à l'extérieur de Guam à des fins de prostitution
- § 28.30. Forcer la prostitution - Incrimine la prostitution forcée et la prostitution des enfants

## Histoire
Lorsque l'île a été découverte par l'explorateur portugais Ferdinand Magellan, les Chamorros indigènes pratiquaient déjà la prostitution et la considéraient comme une occupation prestigieuse.
Pendant l'occupation japonaise de Guam pendant la Seconde Guerre mondiale, certaines femmes chamorro locales ont été forcées de travailler dans les bordels militaires japonais installés sur l'île (I Tiempon Chapones), avec les femmes japonaises et coréennes que les Japonais y avaient amenées. Après la libération américaine de Guam, un certain nombre de bordels ont été créés pour servir les militaires américains.
L'établissement de bases américaines sur l'île après la libération des îles pendant la Seconde Guerre mondiale a accru la demande de prostitution.

## Quartier rouge
La zone touristique du Tumon, district de Tamuning, constitue le quartier chaud de l'île. Il existe de nombreux salons de massage, dont 75% ouvrent 24h/24.
Des discussions se poursuivent sur la création d'un quartier chaud légal depuis 2006. Un projet de loi a été présenté à l'Assemblée législative en 2010 par le vice-président Benjamin Cruz. Il a proposé de modifier le zonage de Tumon et de regrouper tout l'établissement de divertissement pour adultes dans une zone désignée. Le projet de loi n'a pas été adopté.

## Trafic sexuel
Le trafic sexuel est un problème sur l'île, bien qu'en raison du manque de rapports, l'étendue n'en est pas entièrement connue.
En 2012, une femme de 70 ans a été condamnée à la réclusion à perpétuité pour trafic sexuel. Elle était propriétaire du bar karaoké «Blue House» où les femmes étaient victimes de traite d'êtres humains depuis Chuuk en Micronésie. Les femmes se sont vu promettre un emploi dans des restaurants ou des magasins, mais, à leur arrivée, elles ont été contraintes de travailler comme prostituées. La gérante du bar et 2 policiers ont également été inculpés. Un troisième policier a été sanctionné par sa hiérarchie.
Il a été suggéré que les politiques laxistes sur les salons de massage contribuent au trafic sexuel.